# More than That
More than That è un brano dei Backstreet Boys, pubblicato il 29 maggio 2001 come terzo ed ultimo singolo dal loro album Black & Blue del 2000. Vendette circa 800 000 copie e la sua presenza sul programma Total Request Live durò fino ad agosto 2001. Fu poi incluso nella raccolta successiva The Hits: Chapter One.

## Tracce
CD1
1. "More Than That" (Radio Mix)
2. "More Than That" (Hani Mixshow Remix)
3. "The Call" (Neptunes Remix With Rap)

CD2
1. "More Than That" (Radio Mix)
2. "More Than That" (Album Version)
3. "The Call" (Earthtone III Remix)
4. "More Than That (Hani Mix Show Radio Edit)
5. "More Than That" (Video)

## Video
Il video, diretto da Marcus Raboy e girato ad aprile 2001, mostra due scene diverse: nella prima i Backstreet Boys cantano in un'aviorimessa abbandonata con alle spalle un maxi-schermo che trasmette immagini di un deserto, di una città, di nuvole e di sole. Nella seconda scena i BSB camminano nel deserto e guidano due decappottabili.
Il video debuttò alla posizione #1 della classifica di TRL il 15 maggio 2001 e della classifica Top 10 di Nickelodeon.

## Classifica

### Classifiche settimanali
| Classifica (2001)                | Posizione più alta |
| -------------------------------- | ------------------ |
| Australian Singles Chart         | 25                 |
| Austrian Singles Chart           | 27                 |
| Belgian (Flanders) Singles Chart | 44                 |
| Belgian (Wallonia) Singles Chart | 14                 |
| Dutch Singles Chart              | 28                 |
| Germany Singles Chart            | 25                 |
| Irish Singles Chart              | 21                 |
| Italian Singles Chart            | 25                 |
| New Zealand Singles Chart        | 29                 |
| Portugal Singles Chart           | 20                 |
| Poland Singles Chart             | 2                  |
| Romanian Singles Chart           | 44                 |
| Swedish Singles Chart            | 11                 |
| Swiss Singles Chart              | 28                 |
| Official Singles Chart           | 12                 |
| USA Billboard Hot 100            | 27                 |